# MG ZR
L'MG ZR fou un model d'automòbil compacte anglés produït pel grup MG Rover i comercialitzat per la marca MG sobre la base del Rover 25. L'MG ZR fou produït a la planta de Longbridge, a Birmingham, Anglaterra entre els anys 2001 i 2005, quan el grup MG Rover entrà en fallida. Disponible en carrosseria hatchback de tres i cinc portes, en comparació amb el seu model bessó, el Rover 25, el ZR incorporava una sèrie de canvis estètics i millores mecàniques esportives, com ara una nova suspensió esportiva i un nivell de carrosseria més baix. El model fou reemplaçat l'any 2008 per l'MG 3 SW, produït i comercialitzat únicament a la República Popular Xinesa (RPX) i basat en el Rover Streetwise.